# Бёрч, Пол (баскетболист)
Пол «Полли» Бёрч (англ. Paul "Polly" Birch; 4 января 1910, Хомстед, Пенсильвания, США — 5 июня 1982, Питтсбург, Пенсильвания, США) — американский профессиональный баскетболист и тренер, завершивший карьеру. Двукратный чемпион НБЛ в сезонах 1943/1944 и 1944/1945 годов.

## Ранние годы
Пол Бёрч родился 4 января 1910 года в городе Хомстед (штат Пенсильвания), там же учился в одноимённой школе, в которой играл за местную баскетбольную команду. В 1935 году окончил Университет Дюкейн, где в течение трёх лет играл за команду «Дюкейн Дьюкс». При Бёрче «Дьюкс» ни разу не выигрывали ни регулярный чемпионат, ни турнир конференции Independent, а также ни разу не выходили в плей-офф студенческого чемпионата США.

## Профессиональная карьера
Играл на позиции атакующего защитника и лёгкого форварда. В 1938 году Пол Бёрч заключил соглашение с командой «Питтсбург Пайретс», выступавшей в Национальной баскетбольной лиге (НБЛ). Позже выступал за команды «Форт-Уэйн Золлнер Пистонс» (НБЛ), «Янгстаун Бирс (НБЛ) и «Янгстаун Кабс» (AAPBL). Всего в НБЛ провёл 6 сезонов, а в AAPBL — 1 сезон. В сезонах 1943/1944 и 1944/1945 годов Бёрч, будучи одноклубником Бобби Макдермотта, Бадди Дженнетта, Чика Райзера и Джерри Буша стал двукратным чемпионом в составе «Форт-Уэйн Золлнер Пистонс». В 1939 году Пол включался в 1-ю сборную всех звёзд НБЛ. Всего за свою карьеру в НБЛ Пол Бёрч сыграл 134 игры, в которых набрал 573 очка (в среднем 4,3 за игру). Помимо этого Бёрч в составе «Пайретс», «Золлнер Пистонс» и «Бирс» шесть раз участвовал во Всемирном профессиональном баскетбольном турнире, став его победителем в 1944 и 1945 годах.

## Тренерская карьера
В сезоне 1945/1946 годов в качестве игрока «Янгстаун Бирс» Бёрч был играющим тренером команды, проведя на этом посту 33 матча (13 побед при 20 поражениях). В следующем сезоне Пол стал главным тренером клуба «Питтсбург Айронмен», который уже выступал в Баскетбольной ассоциации Америки (БАА) (15—45), а после его расформирования в межсезонье перешёл на должность играющего тренера в команду «Янгстаун Кабс» (AAPBL).
После завершения профессиональной карьеры игрока Бёрч продолжил карьеру в качестве главного тренера команды «Форт-Уэйн Пистонс», которая уже выступала в Национальной баскетбольной ассоциации (НБА), где он проработал три сезона (105—102). В своём лучшем сезоне Пол вывел свой клуб в финал Западного дивизиона, где он в упорной борьбе проиграл будущему победителю турнира, команде «Миннеаполис Лейкерс» Джордж Майкена, со счётом в серии 2—3.

## Смерть
Пол Бёрч умер 5 июня 1982 года на 73-м году жизни в городе Питтсбург (штат Пенсильвания).